# آمازون پیشانی‌آبی
آمازون پیشانی‌آبی (نام علمی: Amazona aestiva) نام یک گونه از سرده طوطی آمازون است.

## نگارخانه

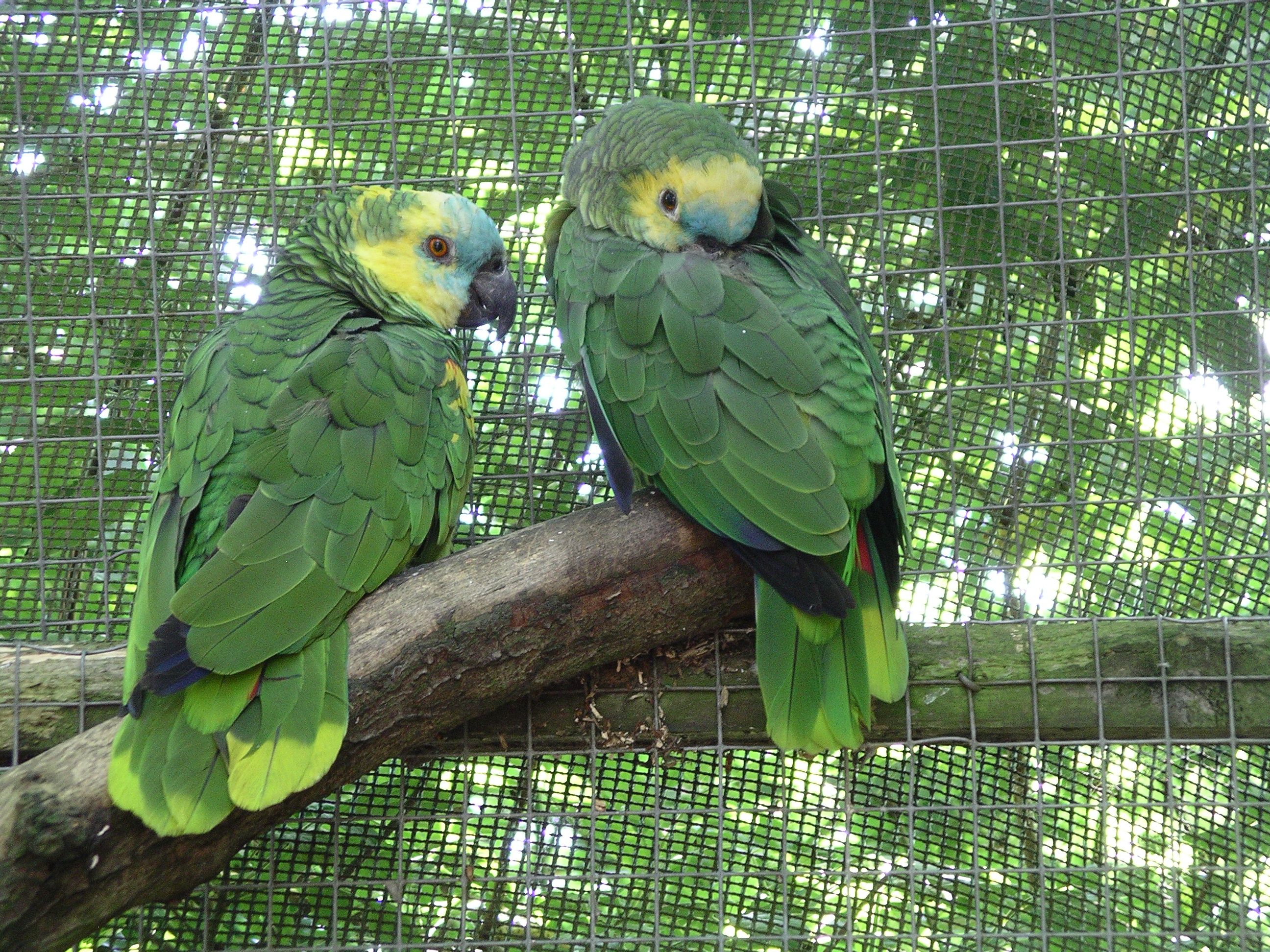
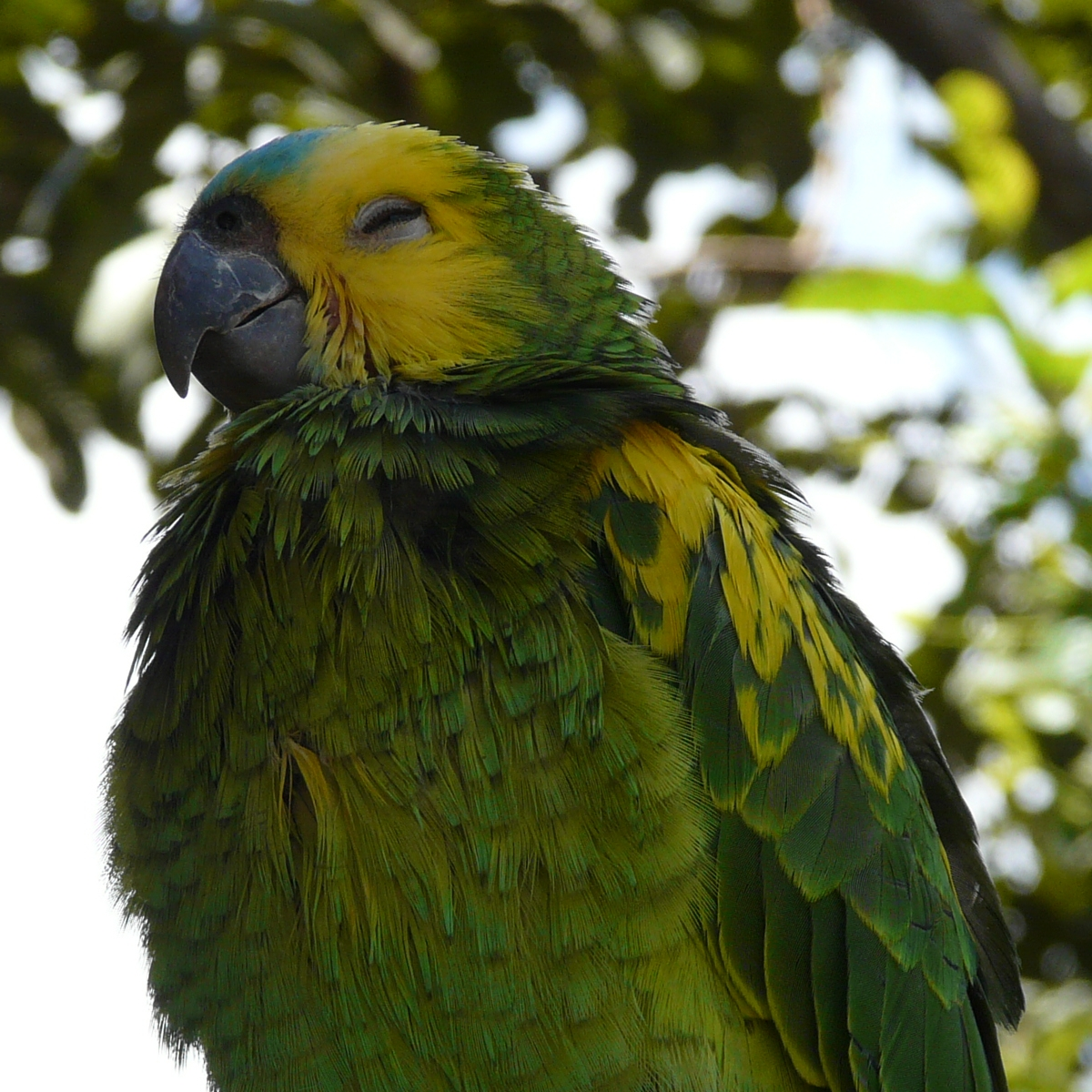
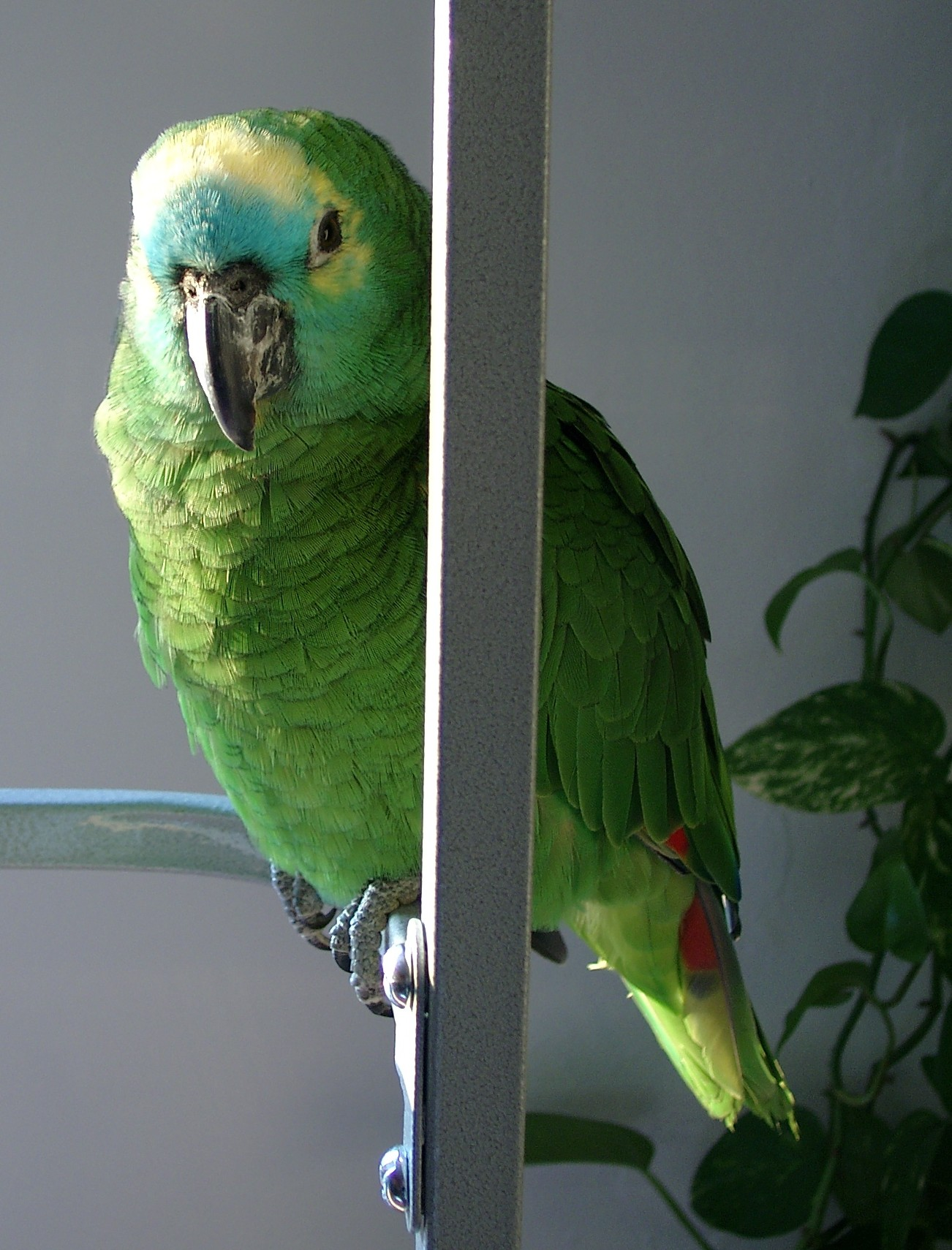
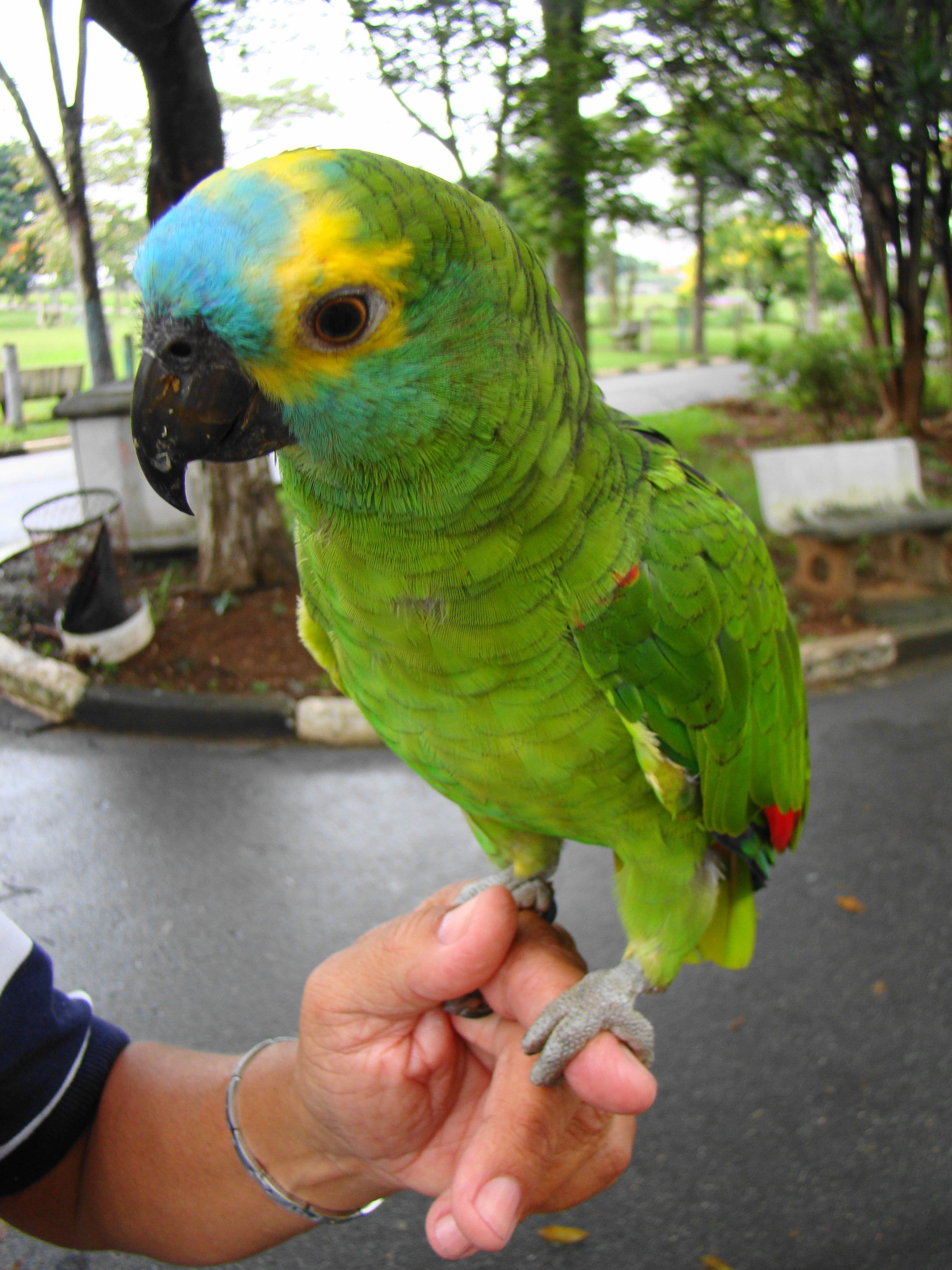
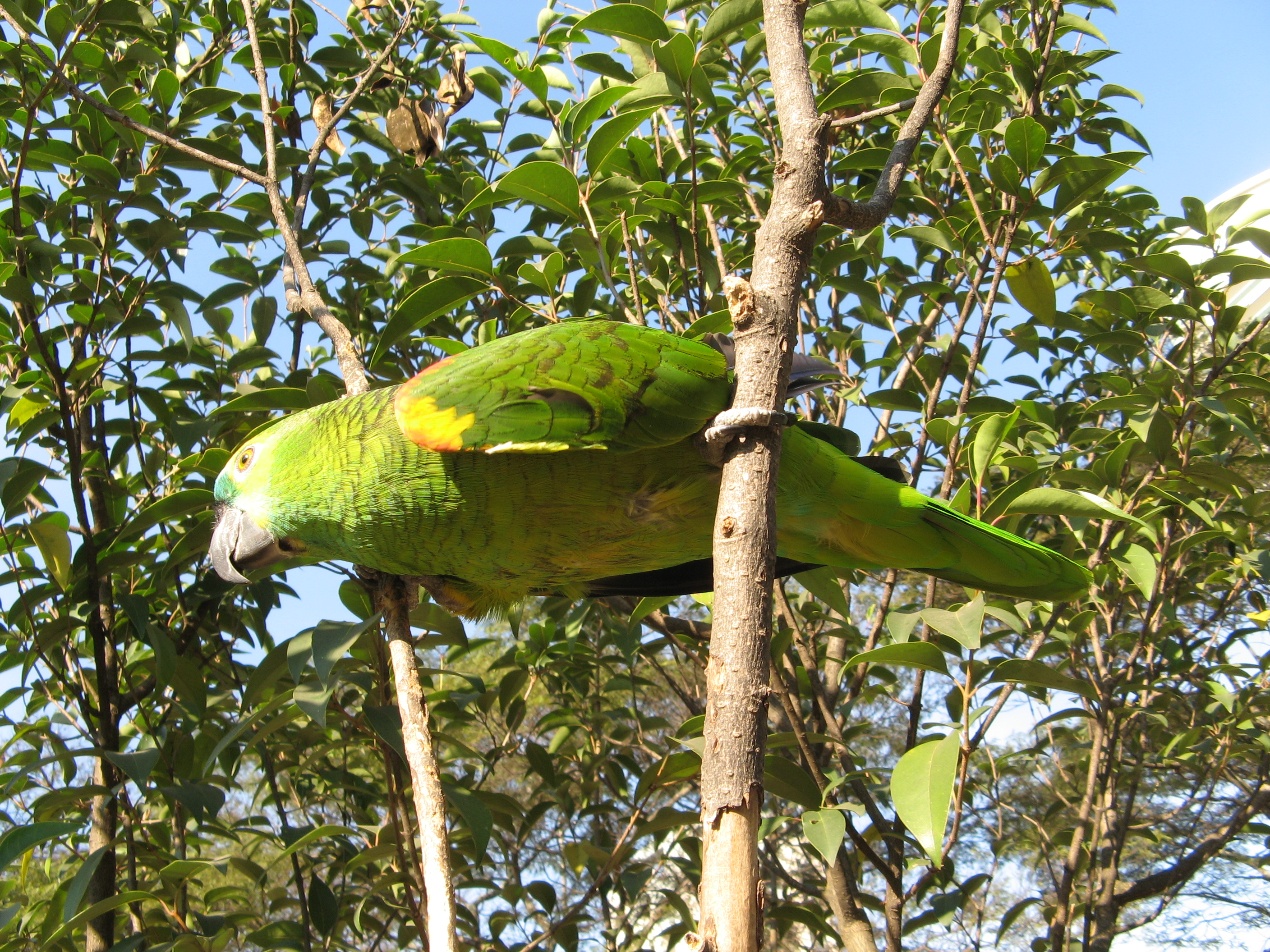
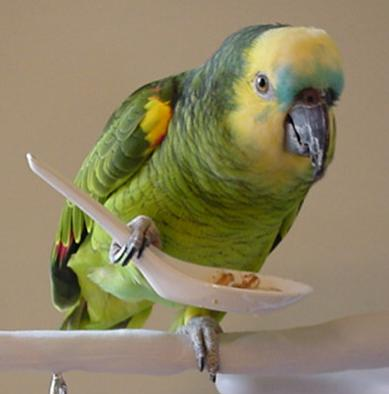
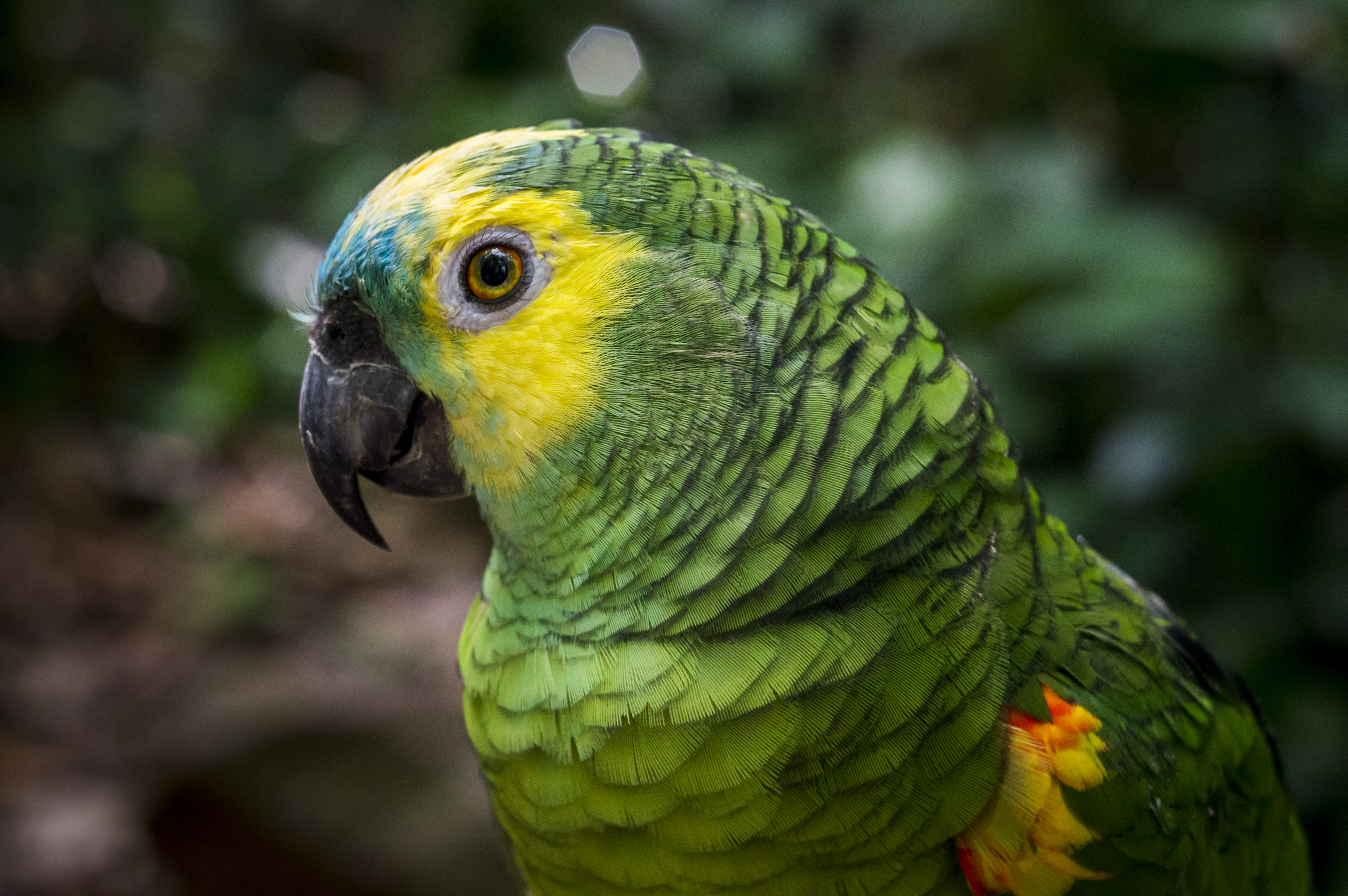